# Jan-Hendrik Pelz
Jan-Hendrik Pelz (* 8. Februar 1984 in Filderstadt) ist ein deutscher Maler, Performance-, Konzept- und Videokünstler.

## Leben
Jan-Hendrik Pelz studierte von 2007 bis 2014 Malerei und Bildhauerei an der Staatlichen Akademie der Bildenden Künste Stuttgart bei Rolf Bier, Johannes Hewel, Thomas Bechinger und Christian Jankowski. Zwischenzeitlich belegte er im Jahr 2012 im Rahmen eines Erasmus-Stipendiums zwei Semester an der Hochschule für Gestaltung und Kunst in Basel (Schweiz).
2017 bis 2018 war er im Rahmen des „Weißenhof-Programms“ der Staatlichen Akademie der Bildenden Künste Stuttgart Meisterschüler bei Christian Jankowski.
Seine Werke wurden in Kunstvereinen, Galerien und Museen weltweit gezeigt. Er lebt und arbeitet im Kreis Stuttgart. Jan-Hendrik Pelz ist Mitglied im Deutschen Künstlerbund.
Pelz hat als Alter Ego einen fiktiven Urgroßvater erfunden, den Maler Jan Hendrik Pelz (1884–1984), dessen Werke er 2014 angeblich auf einem Dachboden in Rudersberg entdeckte.
Zu diesem Zweck hatte er selbst eine Reihe von Malereien und Zeichnungen angefertigt, diese künstlich gealtert und zurückdatiert. Eine erste Ausstellung der Werke fand 2017 in Friedrichshafen statt.

## Werk

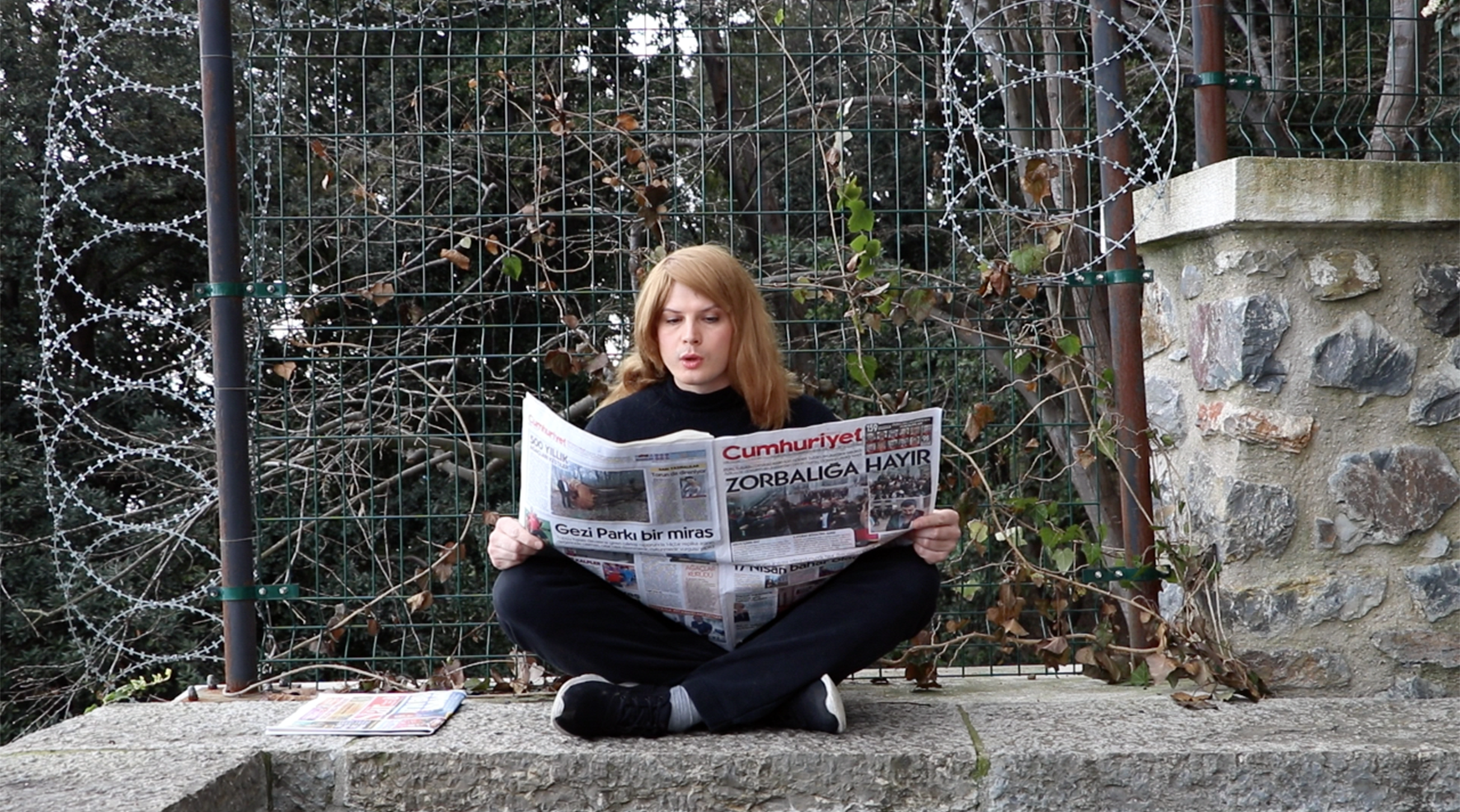
Jan-Hendrik Pelz, Performance Türkei 2017

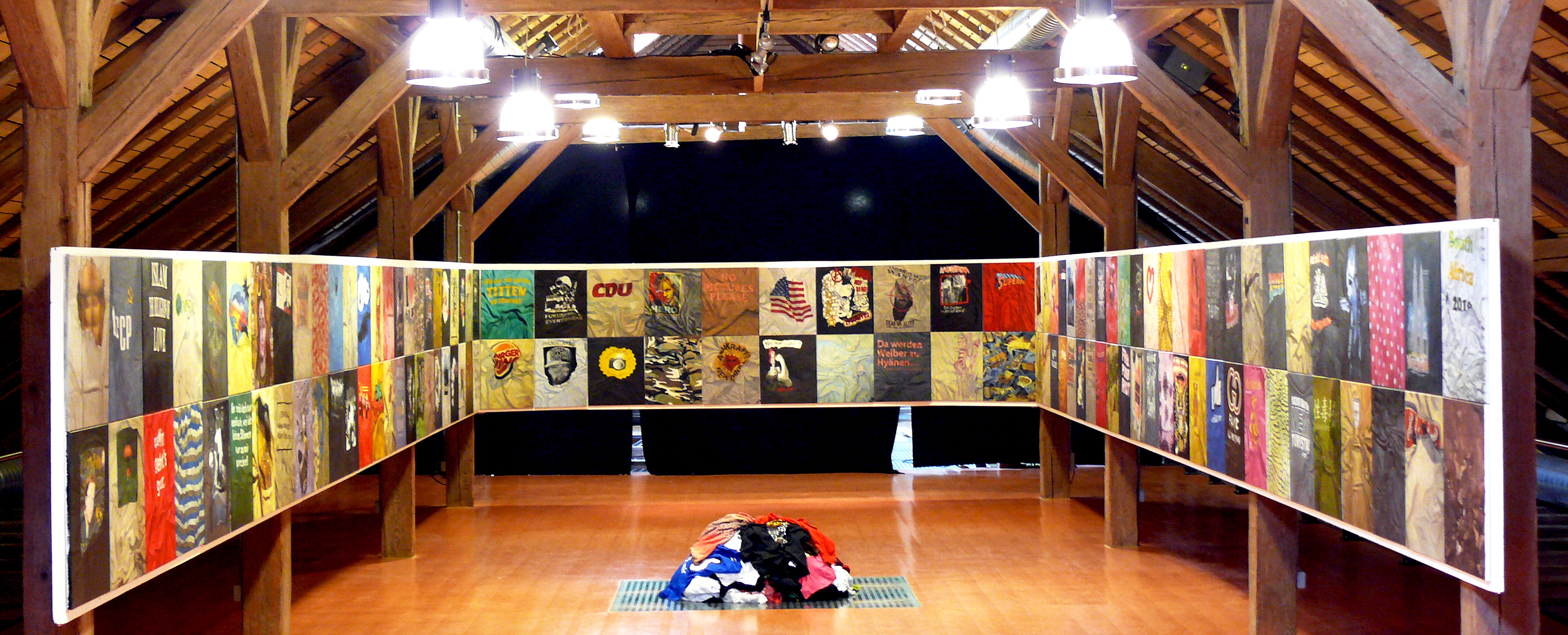
Jan-Hendrik Pelz, „Body Rock“, Installation, 2009–2016

Die Arbeiten von Jan-Hendrik Pelz sind vorwiegend im Bereich der Ölmalerei angesiedelt, wobei in zahlreichen Werken das Medium selbst thematisiert oder auf die Probe gestellt wird. Seine künstlerische Position oszilliert zwischen den Medien, wobei sich Malerei über konzeptuelle Ansätze mit Installationen, Performance oder Videokunst verbindet.

2022 wurde das Projekt An Inner Place im ruruHaus der documenta fifteen ausgestellt. Hierfür porträtierte der Künstler über zwei Jahre lang mehr als 35 Personen in Ölmalerei, die durch Krieg oder Terror zur Flucht gezwungen wurden und nun in Deutschland leben.

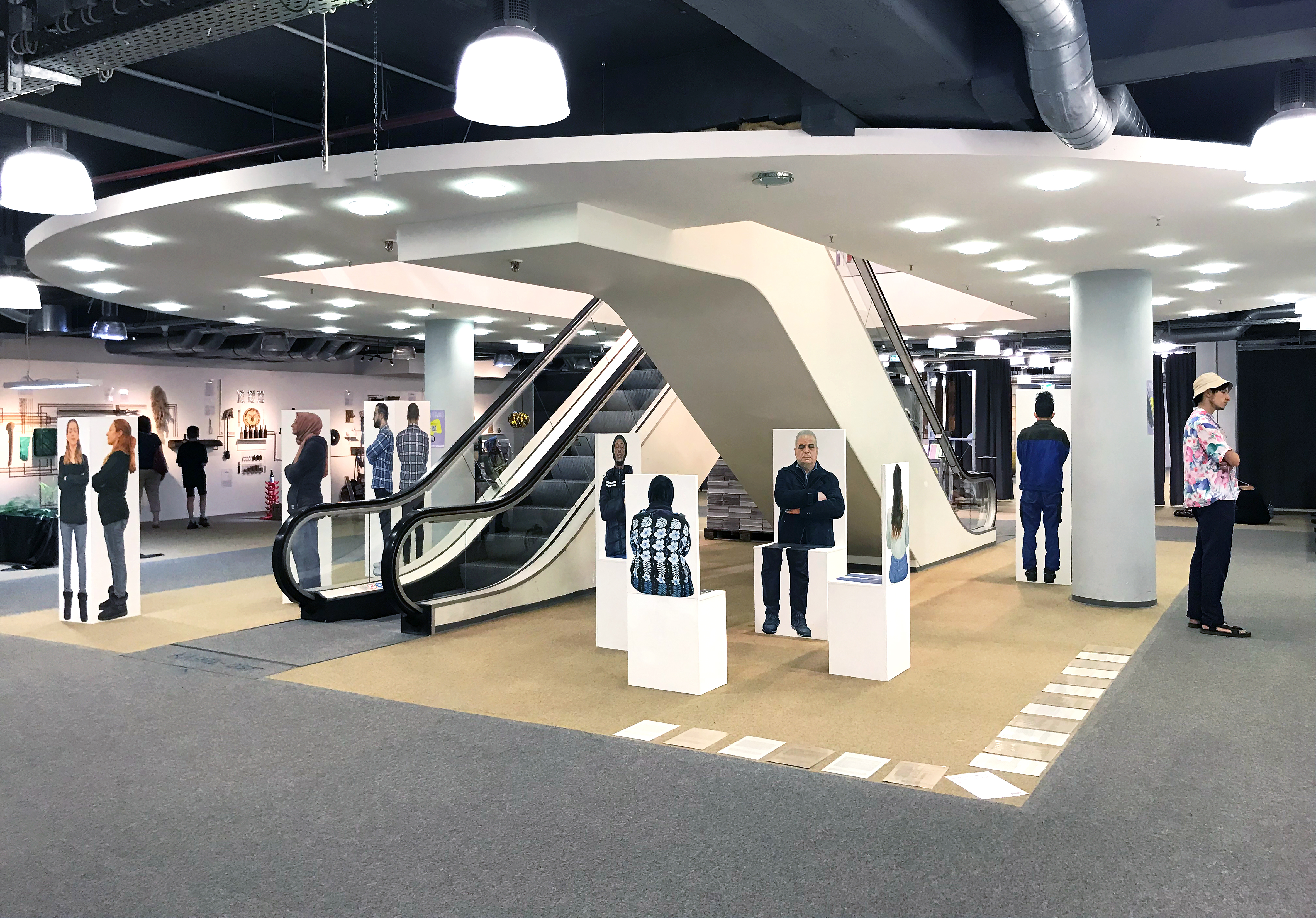
Jan-Hendrik Pelz, „An Inner Place“, ruruHaus documenta fifteen, 2022

 Während dem Zeitraum der documenta fifteen fanden mehrere Ausstellungen der lebensgroßen Figuren an verschiedenen Standorten in Kassel statt.

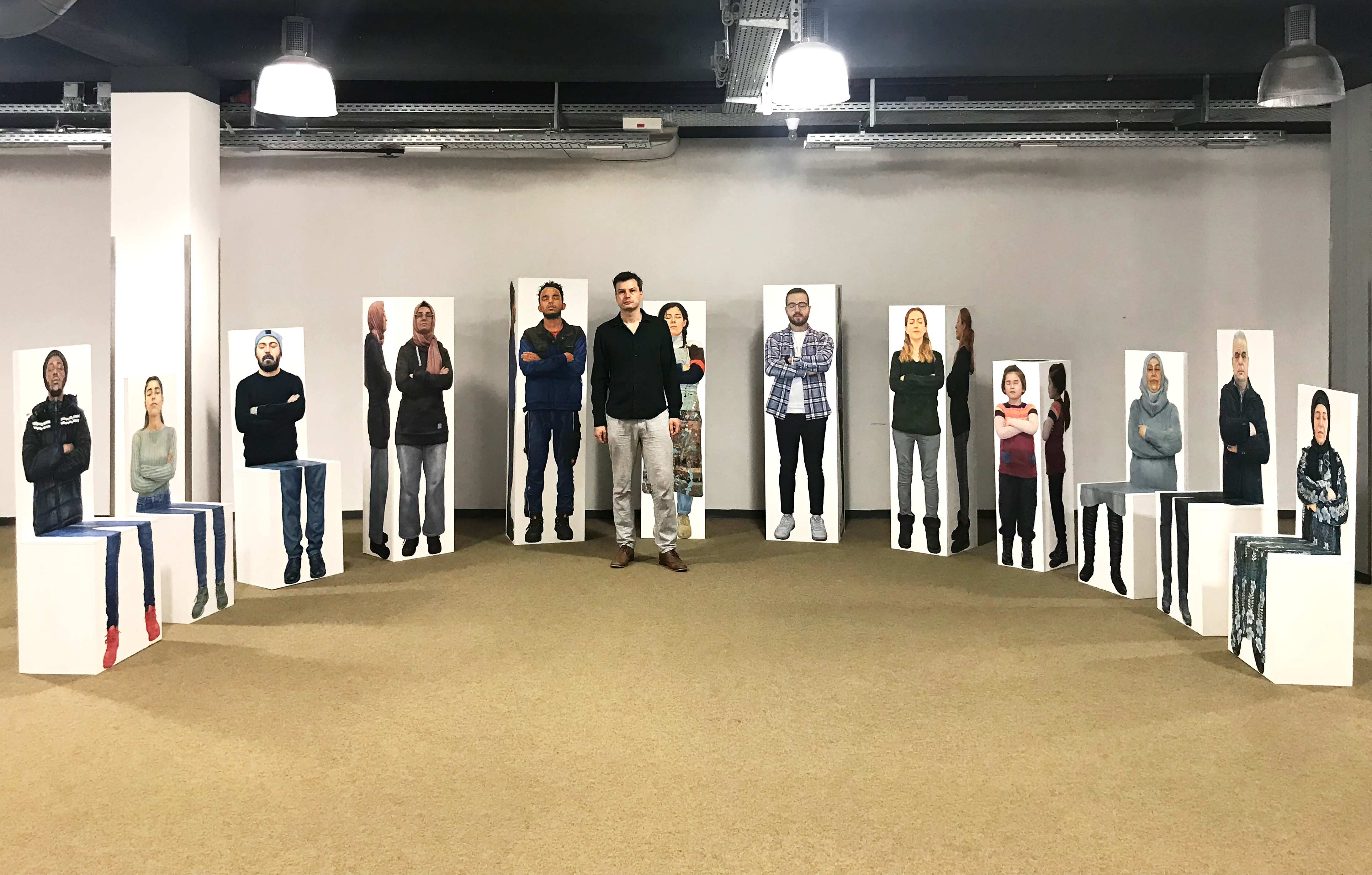
Jan-Hendrik Pelz, „An Inner Place“, ruruHaus documenta fifteen, Kassel, 2022

 So wurden sie neben dem zentralen Gebäude der documenta fifteen, dem ruruHaus, auch im Magasin Du Nord, der Zentralbibliothek, City-Point Kassel und der Kirche St. Familia (Kassel) präsentiert. 

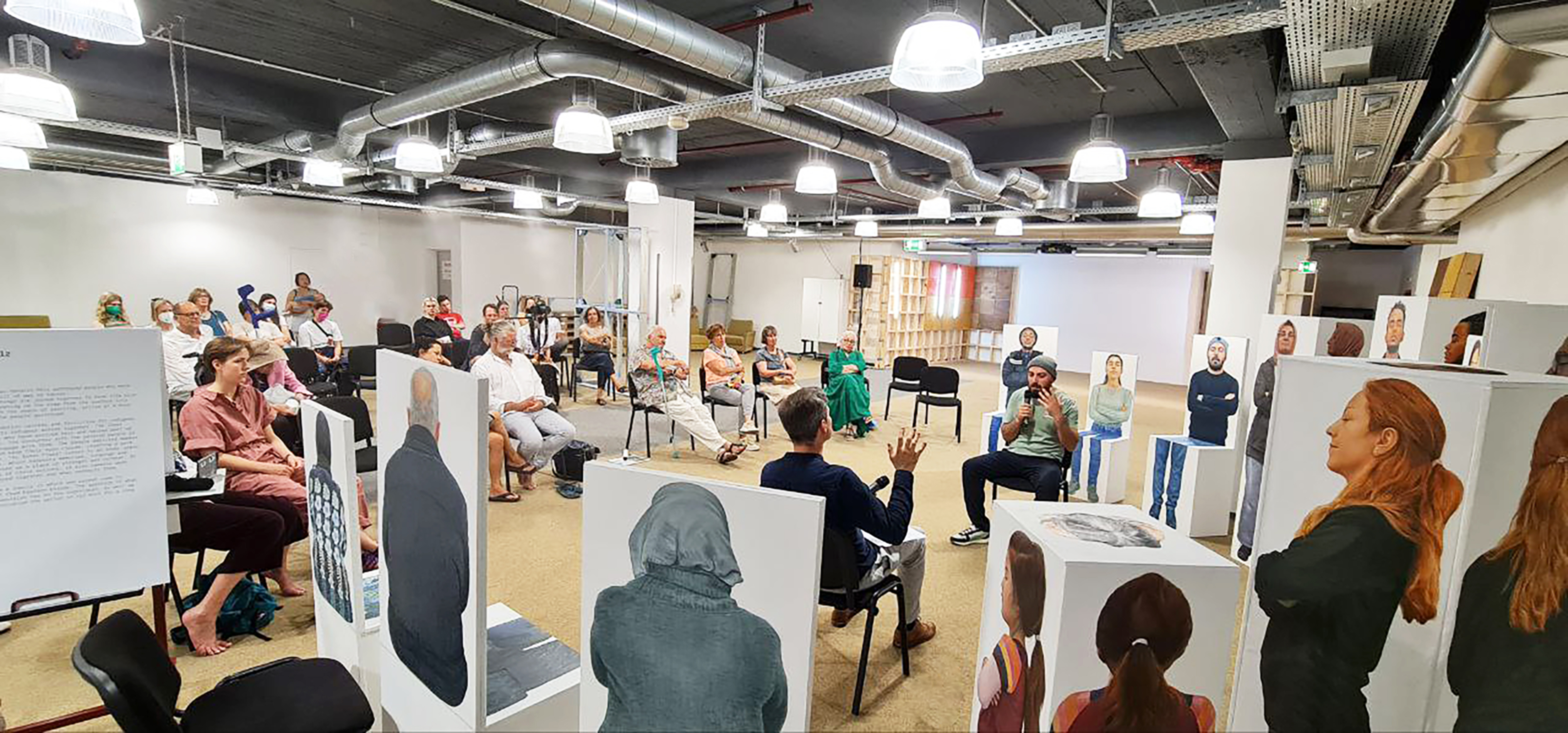
Jan-Hendrik Pelz, Talk Interview „An Inner Place“, ruruHaus documenta fifteen, Kassel 2022

Die einzelnen Ölgemälde der Serie sind zu lebensgroßen Bildobjekten zusammengefügt, öffnen den Schritt von der Fläche in den Raum und gelangen so mit den Mitteln der Malerei zu einem umfassenderen Blick auf die porträtierten Personen. An Inner Place zeigt die Menschen, die in Deutschland angekommen und Teil der Gesellschaft und Kultur geworden sind. Die Dargestellten wirken entspannt, in sich gekehrt und halten die Augen geschlossen, wodurch eine ruhige, konzentrierte Atmosphäre entsteht. Der Projekttitel verweist auf einen inneren Raum, der Erinnerungen, Sehnsüchte und Hoffnungen birgt und auch als Kraft- und Rückzugsort genutzt werden kann. 

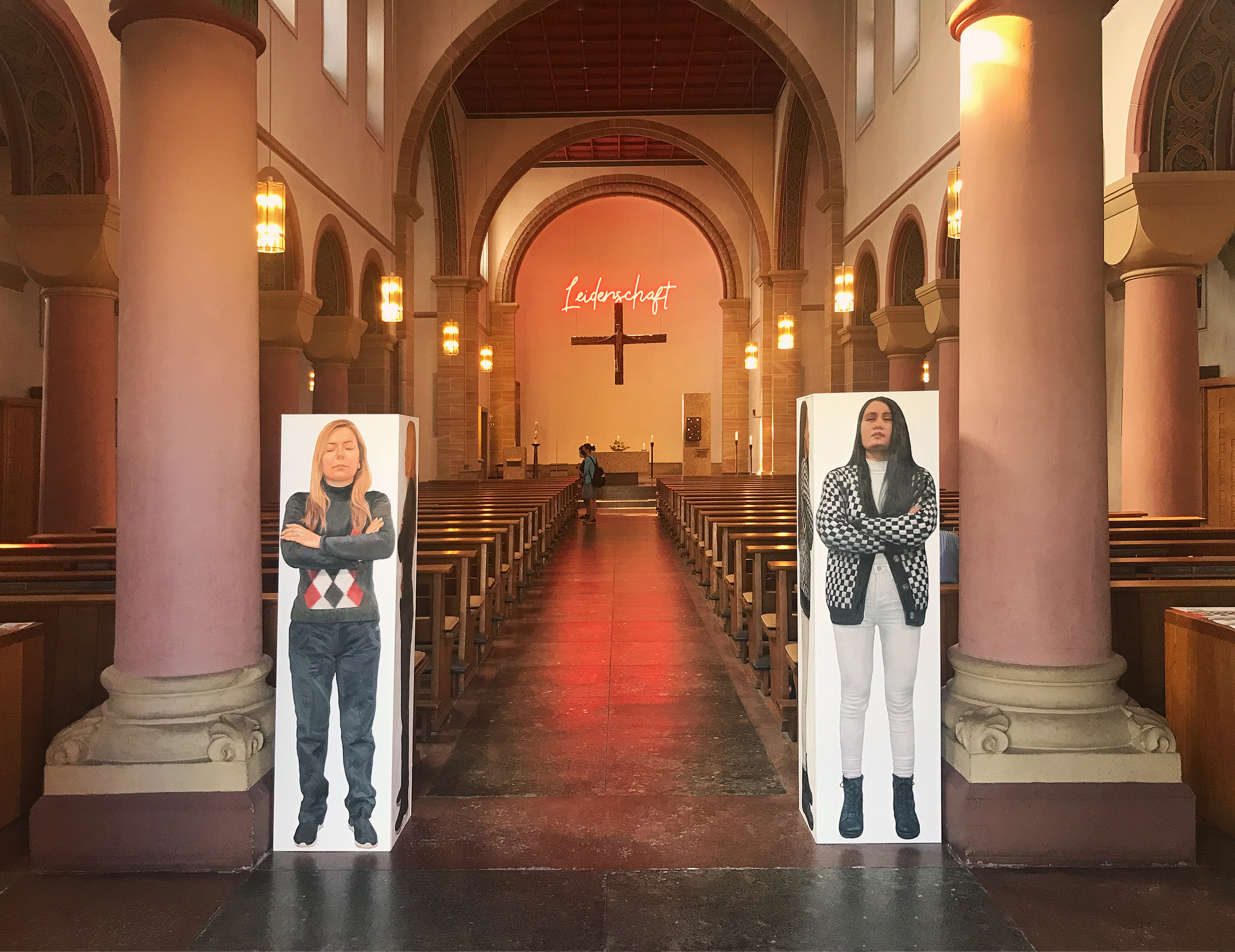
Jan-Hendrik Pelz, „An Inner Place“, St. Familia, 2022, Kassel

 Pelz selbst stammt aus einer Familie, in der ein Elternteil als Einwandererin aus Osteuropa nach Deutschland kam. Die Frage, welchen Einfluss Flucht und Vertreibung auf den Einzelnen, aber auch über Generationen hinweg haben, beschäftigt den Künstler seit langem in seiner Arbeit.
Erste Sichtbarkeit im Kunstbetrieb erlangte Pelz 2011 mit der Videoarbeit Kunstgenuss, in der er ein gemaltes Selbstporträt vollständig aufisst. 2013 demonstrierte er in Protest gegen Pelz (2013) mit zahlreichen Demonstranten, Megaphonen und Transparenten am Stuttgarter Hauptbahnhof lautstark gegen sich selbst als Künstlerperson, die staatliche Fördergelder bezieht und somit als fragwürdig dargestellt wird. 2011 legte der Künstler über 500 seiner Papierarbeiten in Wassergläsern ein, die über einen in der Zeitschrift Kunst und Material veröffentlichten Gutschein kostenfrei an Privatpersonen verteilt wurden. Die fortschreitende Zersetzung der Bilder im Wasser bis zum kompletten Zerfall des Papiers war einkalkuliert und demonstriert die Vergänglichkeit des Abbildes sowie des Materiellen. Pelz wiederholte die Aktion im selben Jahr und stellte die Gläser dem Kunstverein Nördlingen als Jahresgabe zur Verfügung.
Für die Serie Gedächtnisprotokolle (2012) befragte der Künstler Bürger der Stadt Nördlingen über ihre Erinnerungen an Exponate des Stadtmuseums, woraufhin er auf Grundlage dieser Beschreibungen Malereien anfertigte, die später in einer Ausstellung den tatsächlichen Gegenständen im Stadtmuseum Nördlingen gegenübergestellt wurden. Die Serie Favorites (2014–2015), die erstmals 2014 im Rahmen des 67. Internationalen Filmfestivals von Locarno (Schweiz) präsentiert wurde, besteht aus 66 Ölgemälden, die auf Grundlage einer Kooperation zwischen Pelz und dessen Lieblingskünstlern entstanden sind. Im Rahmen des Konzepts nannten die Künstler Pelz ihren Lieblingsfilm und eine willkürliche, maximal fünfstellige Zahlenkombination als Zeitangabe. Beim Stoppen der Filme an den entsprechenden Stellen entstanden unvorhersehbare Standbilder, die in einem weiteren Schritt in die Ölmalerei überführt wurden. Es wirkten unter anderen Künstler wie Hermann Nitsch, Pipilotti Rist, John Baldessari, Jonathan Meese, Luc Tuymans, Gavin Turk und Katharina Grosse mit. Favorites wurde außerdem 2015 bei der Videonale.Parcours im Kunstmuseum Bonn ausgestellt. Im Mai 2014 startete Pelz die Performance „Personal Data“ während der Ausstellung „Just“ in der Calwer Passage in Stuttgart. Der Künstler verschenkte seine eigenen, persönlichen Dokumente wie Arztbefunde, Kontoauszüge, Ausweise, Liebesbriefe, Kündigungsschreiben, Urkunden, Zeugnisse und Röntgenbilder an Passanten, nachdem er sie signiert und nummeriert hatte.

Im August 2016 installierte Pelz für eine Ausstellungsreihe des „Salon Neucologne e. V.“ die Rauminstallation „Room Nr. 1“. Der Ausstellungsort befand sich in einem leerstehenden Ladenraum in einem Viertel von Berlin-Neukölln, das vielerorts als sozialer Brennpunkt gilt. Die Installation beinhaltete sechs Objekte, die wiederum jeweils aus fünf Ölgemälden bestanden. Die bemalten Leinwände zeigten die Oberflächen von Matratzen und Laken und wurden in entsprechender Größe und Maßen aufgespannt und zusammengefügt. Die gezeigten Objekte, Matratzen, wurden hierbei nicht nur durch die Möglichkeiten der Ölmalerei dargestellt, sondern in einem zweiten Schritt auch dreidimensional nachgebildet. Hierbei verschwammen die Grenzen zwischen Malerei und Plastik und hinterließen eigenständige Objekte, die sich nur auf den ersten Blick als Imitate darstellten. Der Künstler griff thematisch die Umgestaltung und Nutzung von leerstehenden Räumen im urbanen und sozialen Umfeld während der Flüchtlingskrise auf und eröffnete durch die Errichtung einer „Schlafstätte“ eine in verschiedene Richtungen offene Lesbarkeit.

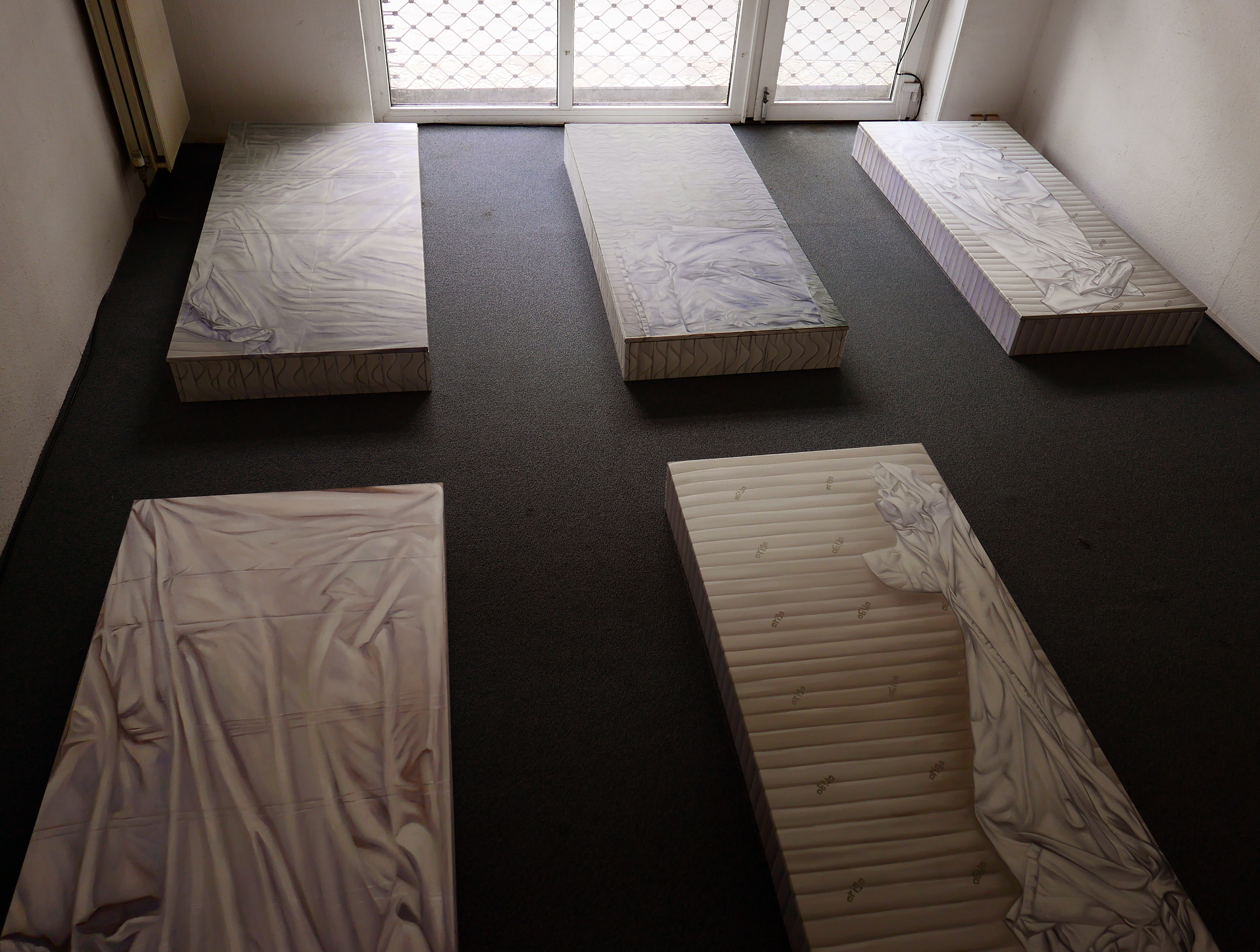
Jan-Hendrik Pelz, „Room Nr. 1“, Installation

Im selben Jahr nahm Pelz an der europäischen Biennale für Kunst „Manifesta 11“ in Zürich in der Schweiz teil, indem er eine Reihe von Performances im Cabaret Voltaire, dem Geburtsort des Dadaismus, aufführte. Unter anderem trat der Künstler im Rahmen der zweiteiligen Performance „Verlesung“ mit vier schweizerischen Kunsthistorikerinnen auf, mit denen er ein selbstverfasstes Manifest vorlas. Die Vorleser begannen gleichzeitig an unterschiedlichen Textstellen zu lesen. Dadurch überschnitten sich akustisch verschiedenen Teile des Manifests, wodurch es unverständlich wurde. Die Botschaft des Texts blieb unklar, das Stimmengewirr entfaltet eine eigene Dynamik und Poesie. Während einer weiteren Performance mit dem Titel „Zutat #14“ schliff Pelz zusammen mit der Künstlerin Johanna Mangold einen  Edelstein zu Pulver, während Mangold auf eine Trommel schlug. Die Zutat stellte eine von 23 Zutaten dar, die die Künstler zu einem Trank im Rahmen des Werks „Magic Potion“ zusammenbrauten, um diesen in einer 2018 folgenden Performance zu trinken. Außerdem nahm Pelz an dem zeitgleich stattfindenden Projekt „Manifestina“ teil, das sich auf die Biennale bezog und von dem Künstler Maurizio Cattelan initiiert wurde.
Während der Performance „Manifestina March“ protestierte der Künstler zusammen mit einer Gruppe von Demonstranten, ausgerüstet mit über 50 tragbaren Gemälden, lautstark gegen die „Manifestina“ selbst. Nach einem Protestmarsch durch Zürichs Innenstadt sowie einer U-Bahnfahrt überquerte die Gruppe mit einem Schiff den Zürichsee. Die Grenzen zwischen Performance, Demonstration und mobiler Bilderausstellung wurden unklar.

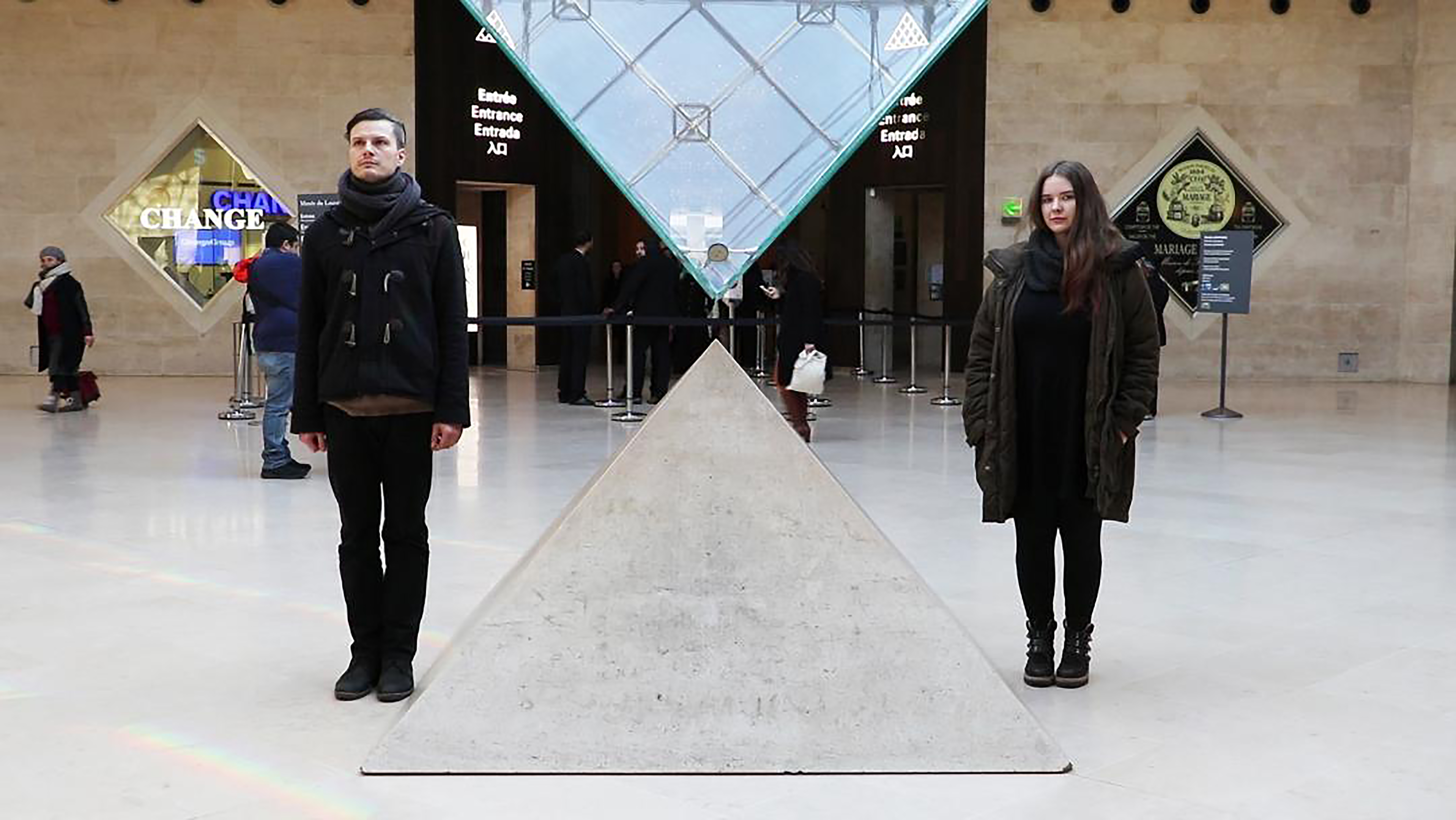
Jan-Hendrik Pelz & Johanna Mangold, Performance im Louvre, Paris, Frankreich

Im Zeitraum 2016 bis 2018 arbeitete Pelz zusammen mit der Künstlerin Johanna Mangold an der Performance-Videoarbeit „Magic Potion“.  Der Film besteht aus vierundzwanzig Einzelteilen und hat eine Gesamtlänge von über zwei Stunden. Im Mittelpunkt der Arbeit steht das performative Brauen eines Zaubertranks, der sie nach ihren eigenen Aussagen in die besten Künstlern der Welt verwandelt hat. Laut Pelz und Mangold wurde hierfür nach eingehender Recherche im Bereich der Magie eine Liste der passenden Zutaten zusammengestellt und deren Beschaffung im Vorfeld videotechnisch dokumentiert. Der gebraute Trank wurde in einer abschließenden Performance getrunken. Die Performances fanden unter anderem im Cabaret Voltaire in Zürich oder am Grab des Malers Paul Klee bei Bern in der Schweiz statt. In einer Szene stechen sich die Künstler mit einer Nadel in die Fingerkuppen, um die dabei gewonnenen Blutstropfen dem Trank zuzuführen, wobei sie ihre Hände zwischen die Spitzen der inversen Glaspyramide und der sich darunter befindenden kleinen, fünften Pyramide im Eingangssalon des Pariser Kunstmuseums Louvre halten. Der deutsche Künstler Jonathan Meese schnitt sich im Rahmen eines Gastauftritts im Film Haare vom Kopf, die dann ebenso als Zutat dienten.

## Ausstellungen (Auswahl)

### Einzelausstellungen
- 2022: An Inner Place, ruruHaus documenta fifteen, Kassel, Deutschland[27]
- 2022: Szenefenster, mit Johanna Mangold, Kunstmuseum Stuttgart, Stuttgart, Deutschland[28]
- 2019: Unverdünnt, Kunstverein Heidenheim, Heidenheim, Deutschland
- 2017: Jan Hendrik Pelz: Retrospektive, Kunstverein Friedrichshafen, Friedrichshafen, Deutschland
- 2016: Lichtschleuse, Museum Schloss Fachsenfeld, Aalen-Fachsenfeld, Deutschland
- 2015: Blendwerk, Gmünder Kunstverein, Schwäbisch Gmünd, Deutschland
- 2014: Sensations, Schloss Wäscherburg, Wäschenbeuren, Deutschland[29]
- 2013: Zweigstellen, Kunstverein Ludwigsburg, Deutschland

### Gemeinschaftsausstellungen
- 2022: OHNE TITEL, Junge Malerei aus Süddeutschland und der Deutschschweiz, Kunstmuseum Singen, Singen, Deutschland[30]
- 2021: Just Paint It!, Kunstverein Neuhausen, Neuhausen, Deutschland
- 2019: Einmaleins(maleins), Kunstverein Friedrichshafen, Friedrichshafen, Deutschland
- 2018: Magie und Ritual, (Johanna Mangold & Jan-Hendrik Pelz, mit Jonathan Meese), Museum Villa Rot, Burgrieden, Deutschland
- 2018: Alchemic Cities, International Video Art Limousines Festival, New York, USA
- 2017: Anima Mundi, Palazzo Ca’ Zanardi, Venice, Italien
- 2017: Electron Salon, Los Angeles Center For Digital Art, Los Angeles, USA
- 2017: Sinopale 6-International Sinop Biennial, Sinop, Türkei
- 2016: Manifesta 11, Cabaret Voltaire, Zürich, Schweiz
- 2015: Videonale 15 / Parcours, Kunstmuseum Bonn, Deutschland
- 2014: 2041. Endlosschleife., Württembergischer Kunstverein Stuttgart, Deutschland
- 2013: Large Sculpture + Small Sculpture = New Sculpture, Skulpturen im Öffentlichen Raum, Zentrum, Warschau, Polen
- 2013:Wurzeln weit mehr Aufmerksamkeit widmen (3), Bauhaus-Universität Weimar, Deutschland
- 2011: Momentum 2, Gustav-Siegle-Haus, Stuttgart, Deutschland
- 2011: Connectings – Kunst von heute, Stadtmuseum Nördlingen, Deutschland

## Preise
- 2011: Akademiepreis für herausragende Leistungen, Staatliche Akademie der Bildenden Künste Stuttgart[31]
- 2020: 16. Kunstpreis der Volks- und Raiffeisenbank,[32]